# Баба, Гигант
Сёхэй Ба́ба (яп. 馬場 正平, 23 января 1938, Сандзё, Ниигата — 31 января 1999, Токио), более известный под именем Гига́нт Ба́ба (яп. ジャイアント馬場), — японский рестлер и промоутер. Баба наиболее известен как один из основателей All Japan Pro Wrestling (AJPW), промоушена, который он основал в 1972 году вместе с Мицуо Момотой и Йошихиро Момотой, сыновьями Рикидодзана. Наряду с тем, что Баба был главной звездой AJPW в первые десять лет его существования, он выполнял функции букера, промоутера, главного тренера и президента промоушена с момента его основания в 1972 году и до своей смерти в 1999 году. Баба также отвечал за подбор талантливых спортсменов для AJPW и был публичным лицом промоушена большую часть своей жизни.

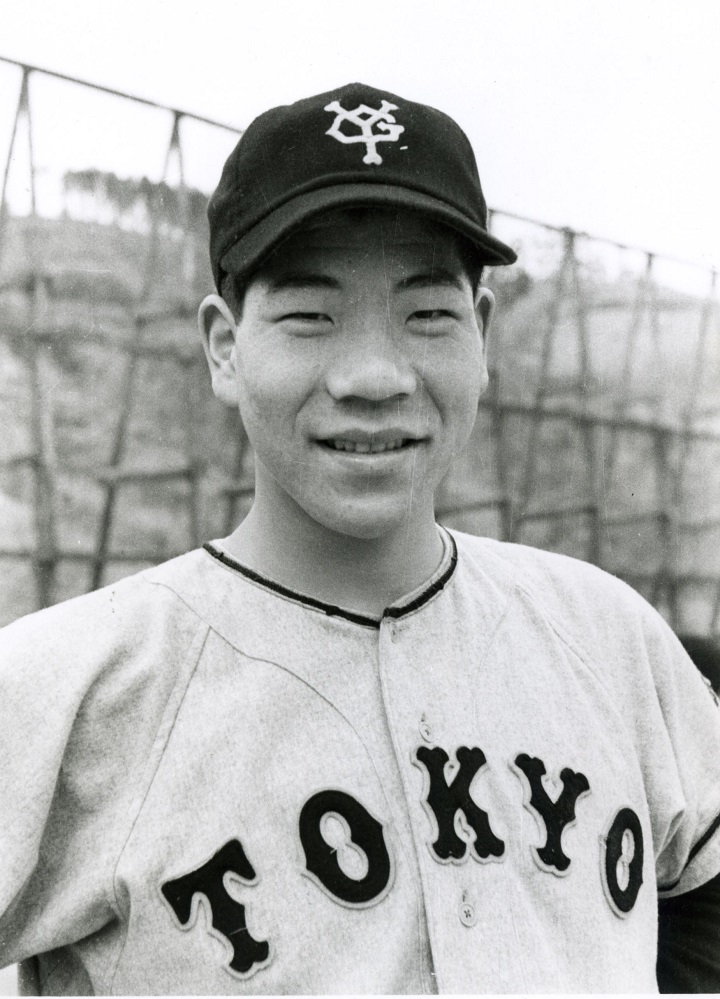
Баба во время своего первого года в команде «Йомиури Джайнтс»

Считаясь одним из самых любимых японских рестлеров за всю историю, Баба был национальным героем с популярностью в Японии, сравнимой с популярностью Халка Хогана в США. В опросе «100 лучших исторических личностей Японии» 2006 года Баба занял 92-е место среди величайших людей в истории Японии по результатам голосования широкой общественности. Среди его многочисленных достижений Баба был семикратным победителем «Карнавала чемпионов», четырехкратным чемпионом мира PWF в тяжелом весе, трехкратным международным чемпионом NWA в тяжелом весе и трехкратным чемпионом мира NWA в тяжелом весе.

## Ранняя жизнь
Сёхэй Баба родился 23 января 1938 года в Сандзё, Ниигата, он второй сын Кадзуо и Мицу Баба. Большую часть раннего детства Баба был одним из самых маленьких детей в своем классе, однако примерно в пятом классе он начал быстро расти, и к девятому классу его рост составлял уже 175 см. Вскоре стало очевидно, что он страдает гигантизмом. Тем не менее, Баба преуспел в бейсболе, став лучшим игроком в своем местном клубе. После окончания начальной школы Баба поступил на факультет машиностроения в среднюю школу бизнеса Сандзё. Поступив в старшую школу, Баба был вынужден оставить бейсбол, поскольку его рост продолжался с невероятной скоростью (190 см в возрасте 16 лет), а бутсы его размера найти не удалось. Вскоре он присоединился к художественному клубу, но это продолжалось недолго, так как школа заказала бутсы на заказ, и Баба был приглашен в бейсбольную команду. Баба продолжал впечатлять, записав 18 страйкаутов во время тренировочной игры, что привело к тому, что таблоиды стали писать о «гигантском питчере из средней школы Сандзё», а Баба привлек внимание скаутов Nippon Professional Baseball. В 1954 году Баба встретился с Хидэтоси Гэнкавой из «Ёмиури Джайантс», который предложил Бабе бросить среднюю школу и присоединиться к команде на полный рабочий день. Баба согласился и начал подавать за «Йомиури Джайнтс» в январе 1955 года под номером 59.

## Личная жизнь
О жизни Бабы за пределами ринга известно немного. Говорят, что он был тихим и застенчивым, не ходил выпивать с другими рестлерами после шоу. Однако Баба пользовался большим уважением среди иностранных рестлеров, поскольку всегда следил за тем, чтобы они путешествовали первым классом, останавливались в лучших отелях, а пиво и еду для них оплачивал сам. Хотя Баба не был большим любителем выпить, он отличался невероятной терпимостью к алкоголю и мог пить часами, не пьянея. Он также много курил, особенно сигары, но бросил после того, как его друг Гюцу Мацуяма, еще один заядлый курильщик, был госпитализирован с раком желудка.
16 сентября 1971 года он женился на Мотоко Каваи (родилась 2 января 1940 года) на Гавайях. Баба наслаждался пребыванием на Гавайях и регулярно навещал их. Новость об их свадьбе стала достоянием общественности лишь спустя почти десять лет, когда они объявили об этом на пресс-конференции. Церемония состоялась в 1983 году. У Бабы и его жены не было детей из-за опасения, что у ребенка может быть гигантизм. Несмотря на отсутствие собственных детей, у Бабы и его жены сложились близкие отношения с учеником Бабы Ацуси Онита. Баба считал Ониту одним из своих собственных детей и в какой-то момент всерьез задумался о том, чтобы усыновить Ониту. Онита сказал: «Я научился самым важным вещам как человек у господина Бабы».
Мотоко Баба умерла 14 апреля 2018 года от цирроза печени, ей было 78 лет.

## Смерть
В январе 1999 года Баба был доставлен в больницу и прикован к постели. Свой последний матч он провел 22 января, когда Тосиаки Кавада победил Мицухару Мисаву в бою за титул чемпиона Тройной короны в тяжёлом весе. Девять дней спустя, 31 января 1999 года, Баба умер от печеночной недостаточности в результате осложнений рака толстой кишки примерно в 16:04 по местному времени в больнице Токийского медицинского университета. Ему был 61 год. У его смертного одра присутствовали жена, старшая сестра, племянница Сатико, ринг-аннонсер AJPW Рю Накада и старший рефери Кёхэй Вада.
Баба знал о своем диагнозе рака по крайней мере за год до смерти, но держал это в секрете, не желая вызывать беспокойство по поводу своего состояния. Три ближайших сотрудника Бабы, Джамбо Цурута, Мицухару Мисава и Дзё Хигути, узнали об этом только после его смерти.
Похороны Бабы были отложены из-за того, что не могли найти достаточно большой гроб, чтобы вместить его тело. Поминальная служба была проведена публично 17 апреля 1999 года в Ниппон Будокан на следующий день после финала «Карнавала чемпионов» 1999 года. На ней присутствовало более 28 000 человек, включая весь состав All Japan Pro Wrestling, а также жену и семью Бабы. Позднее его тело было кремировано, а могила находится в Хоммацудзи в городе Акаси, префектура Хиого.